# Korea Computer Center
Koordinaten: 39° 1′ 11″ N, 125° 41′ 48″ ODas Korea Computer Center (KCC; Koreanisch 조선콤퓨터쎈터) ist ein am 24. Oktober 1990 gegründetes staatliches Forschungsinstitut für Informationstechnologie in Nordkorea. Es befindet sich im Pjöngjanger Stadtbezirk Mangyŏngdae-guyŏk in Sonnae-dong. Das KCC beschäftigt über 1000 Mitarbeiter und betreibt Niederlassungen in Deutschland, China, Syrien und den Vereinigten Arabischen Emiraten. Das Institut ist verantwortlich für die Entwicklung des Red Star OS und die Verwaltung der .kp Top-Level-Domain.